# Ludwig Criel
Ludwig Propser Maria Criel (Sleidinge, 27 oktober 1951) is een Belgisch bedrijfsleider en bestuurder.

## Biografie
Ludwig Criel studeerde economische wetenschappen aan de Rijksuniversiteit Gent. Zijn carrière begon in 1976 bij Boelwerf. Hij behaalde ook een master in management aan de Vlerick-managementschool. In 1982 trad hij als administratief en financieel directeur bij de familieholding Almabo in dienst. Hij stond er mee aan de wieg van gastankrederij Exmar. In 1991 ging hij aan de slag bij de Compagnie maritime belge (CMB) van de familie Saverys, dat door Almabo werd overgenomen. Hij werd er in 1993 financieel directeur en lid van de raad van bestuur. Later werd hij ook CEO van het bedrijf, een functie die hij tot 2014 uitoefende. Hij werd vervolgens voorzitter van het directiecomité. In 2022 verliet hij het directiecomité van CMB.
Hij bekleedt of bekleedde ook bestuursmandaten bij Euronav, Wah Kwong, West of England Insurance Services en Air Contractors. In 2011 volgde hij Jean Peterbroeck als voorzitter van beurshuis Petercam op. Na de fusie van Petercam met Bank Degroof in 2015 werd hij bestuurder van Bank Degroof Petercam. Van 2018 tot 2021 was hij voorzitter van deze bank. Gilles Samyn volgde hem als voorzitter op. Hij was ook bestuurder en voorzitter van het mediabedrijf De Persgroep. In april 2018 volgde hij Rik De Nolf als voorzitter van mediabedrijf Medialaan op. Sinds januari 2019 is hij voorzitter van het door de fusie van De Persgroep en Medialaan ontstane DPG Media. Sinds 2016 is hij voorzitter van de Koninklijke Belgische Redersvereniging en sinds 2023 bestuurder van de holding Weareone.world (dancefestival Tomorrowland).
Criel is gehuwd met Yasmine Janssen, dochter van Paul Janssen, oprichter van Janssen Pharmaceutica. Hij is een paarden- en jumpingliefhebber en eigenaar van een stoeterij nabij Mechelen.